# Список дипломатичних місій у Північній Македонії

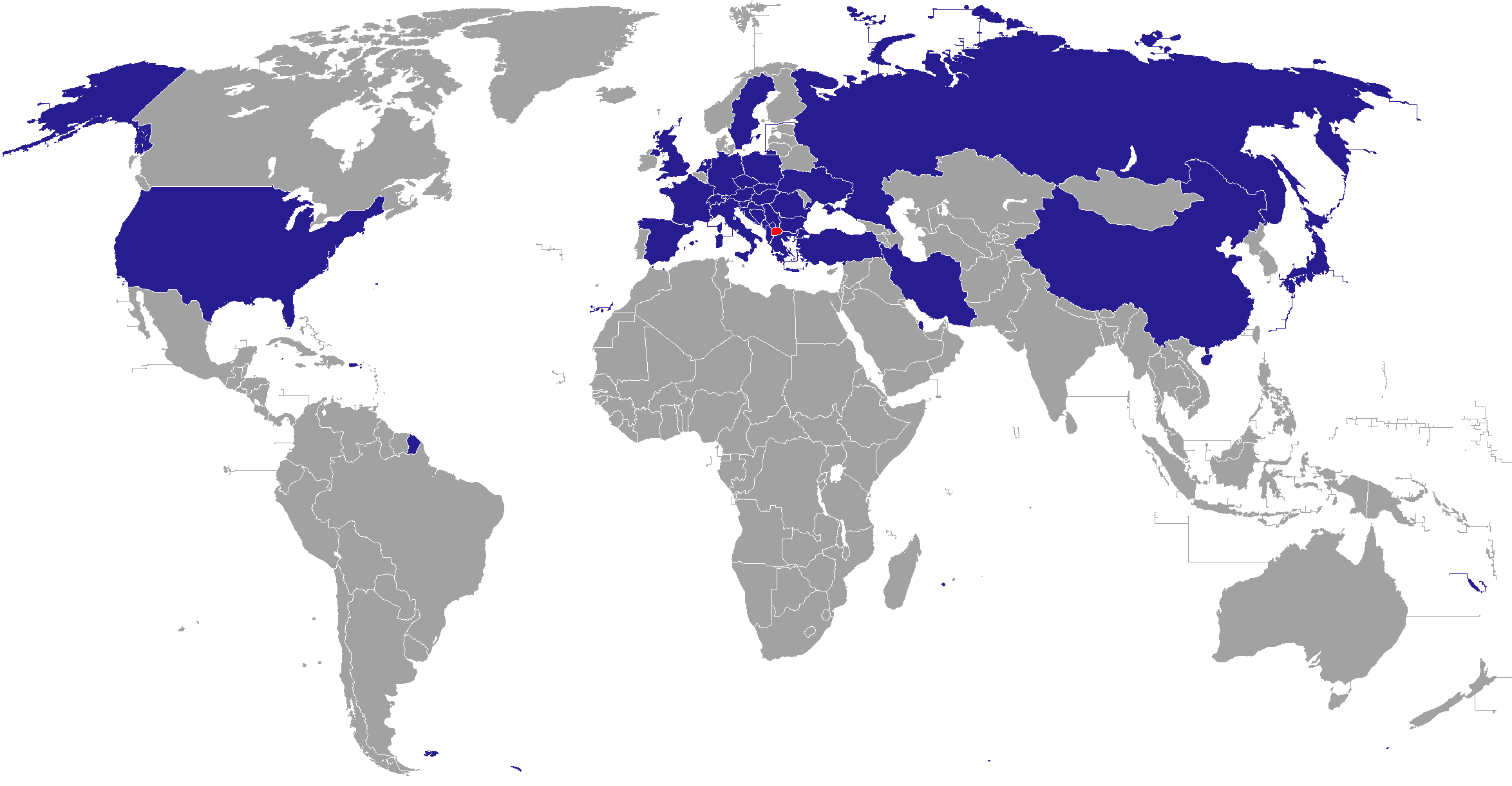
Країни, які мають посольство в Північній Македонії

На поточний момент, столиця Північної Македонії Скоп'є має 31 посольство та 18 генеральних консульств різних країн. Декілька інших країн мають місія, акредитовані у столицях інших держав, головним чином, у Відні, Белграді, Софії та Анкарі.   я

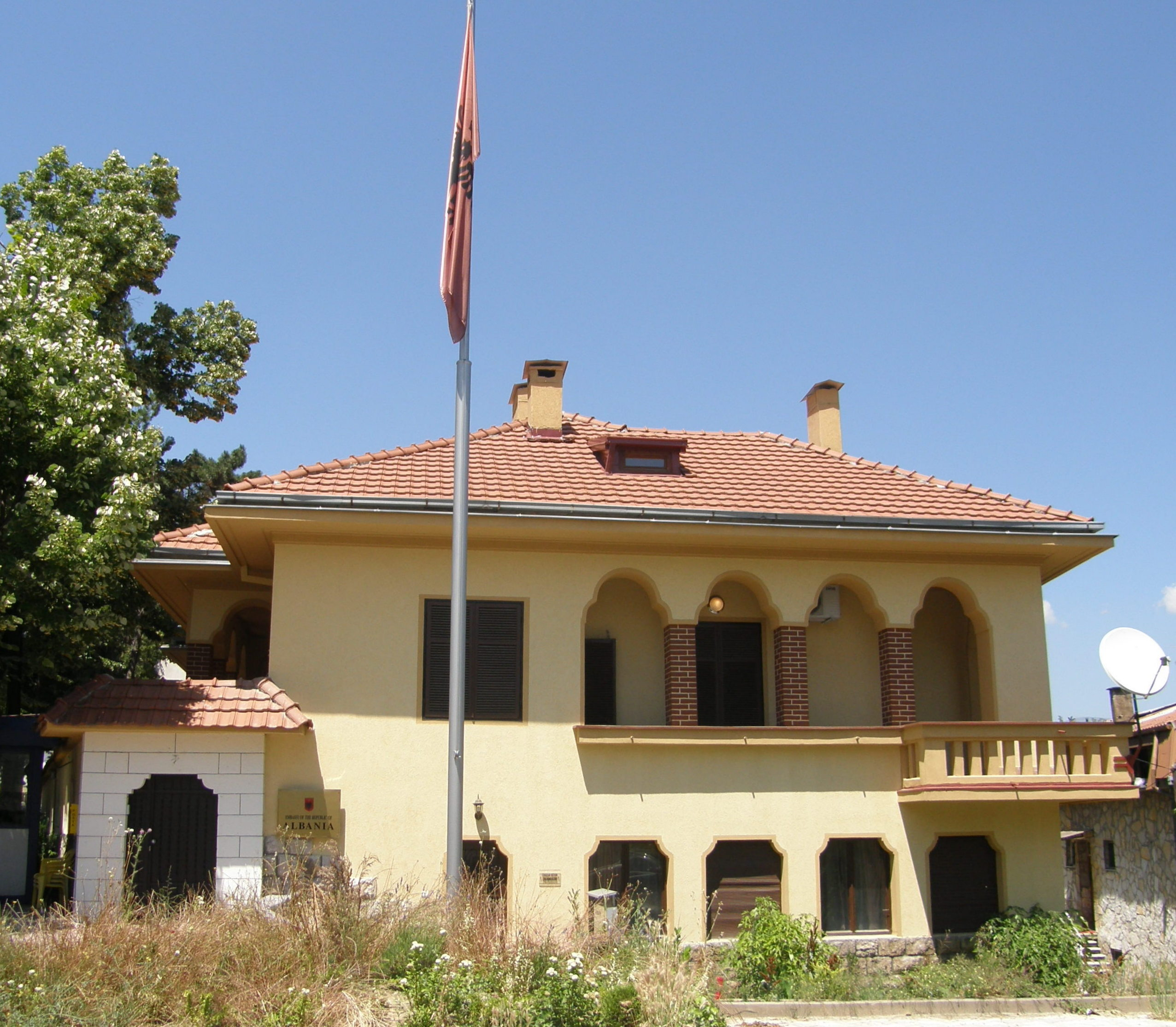
Посольство Албанія в Скоп'є.

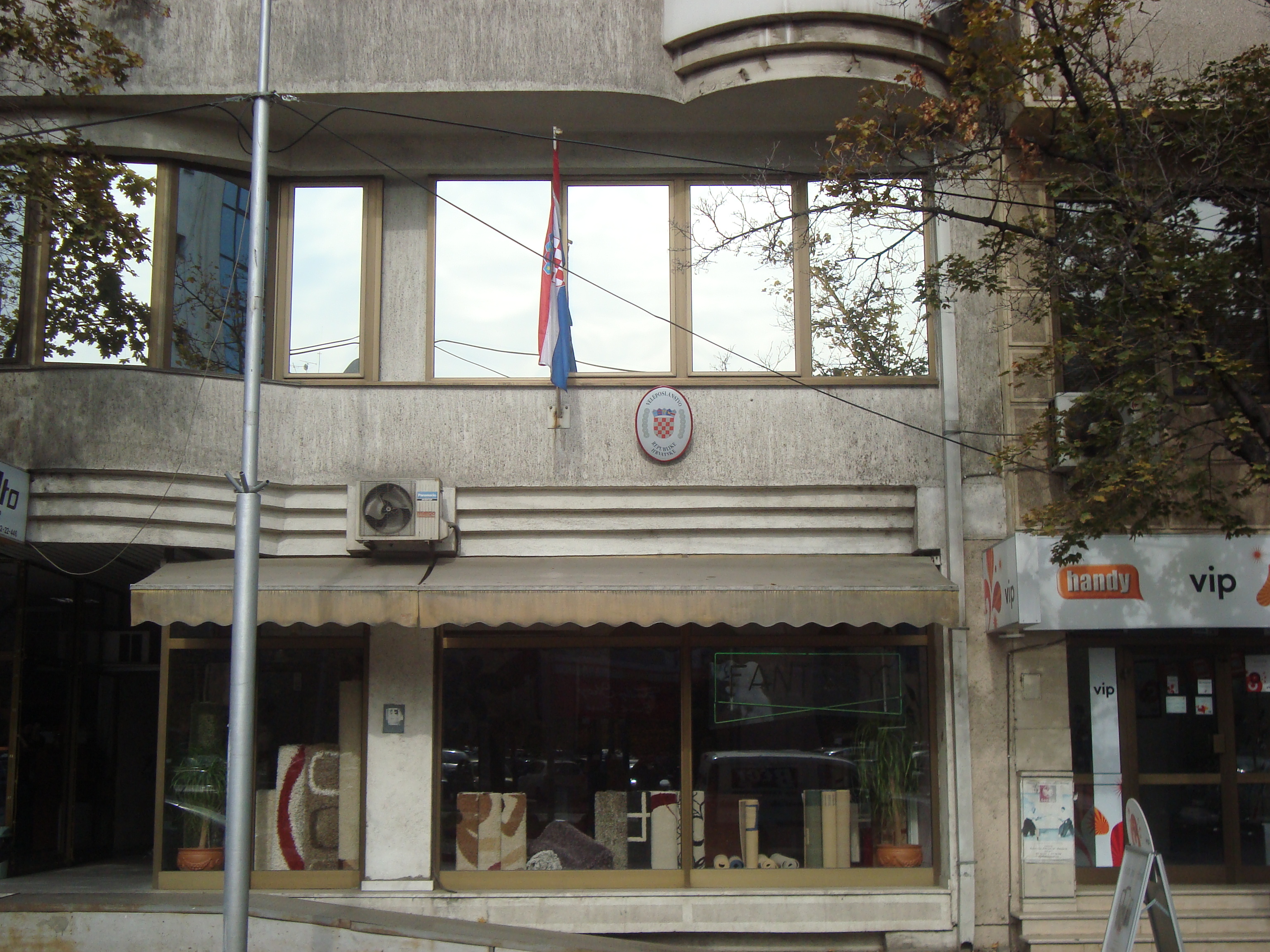
Посольство Хорватя в Скоп'є.

## Посольства

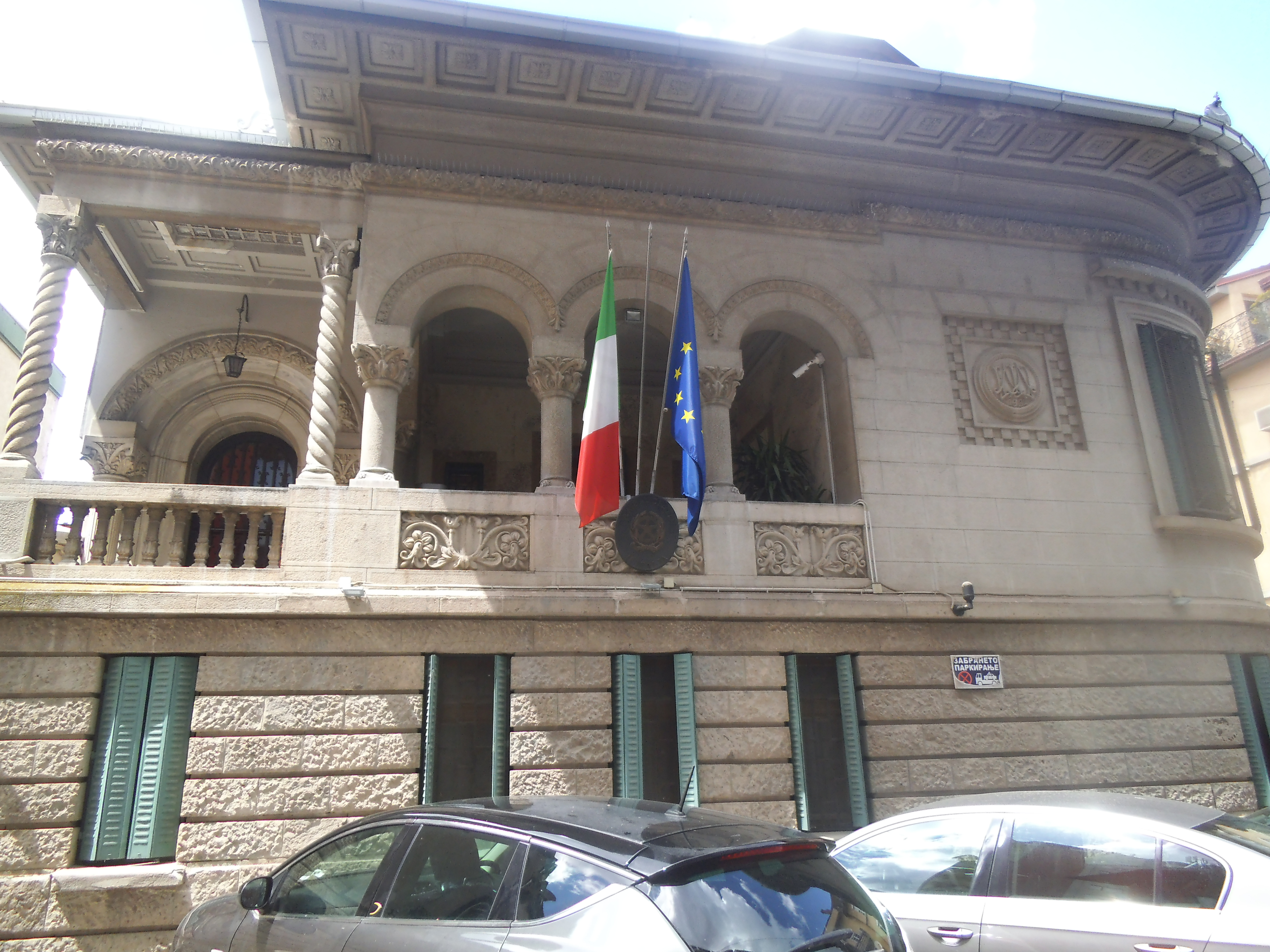
Посольство Італя в Скоп'є.

Скоп'є 
| - Албанія - Австрія - Боснія і Герцеговина - Болгарія - КНР - Хорватія - Чехія - Франція - Німеччина - Греція - Угорщина - Іран - Італія - Японія - Косово - Чорногорія | - Мальтійський орден (Філія в Скоп'є) - Нідерланди - Польща - Катар - Румунія - Росія - Сербія - Словаччина - Словенія - Іспанія - Швеція - Швейцарія - Туреччина - Україна (посольство) - Велика Британія - США |

## Місії

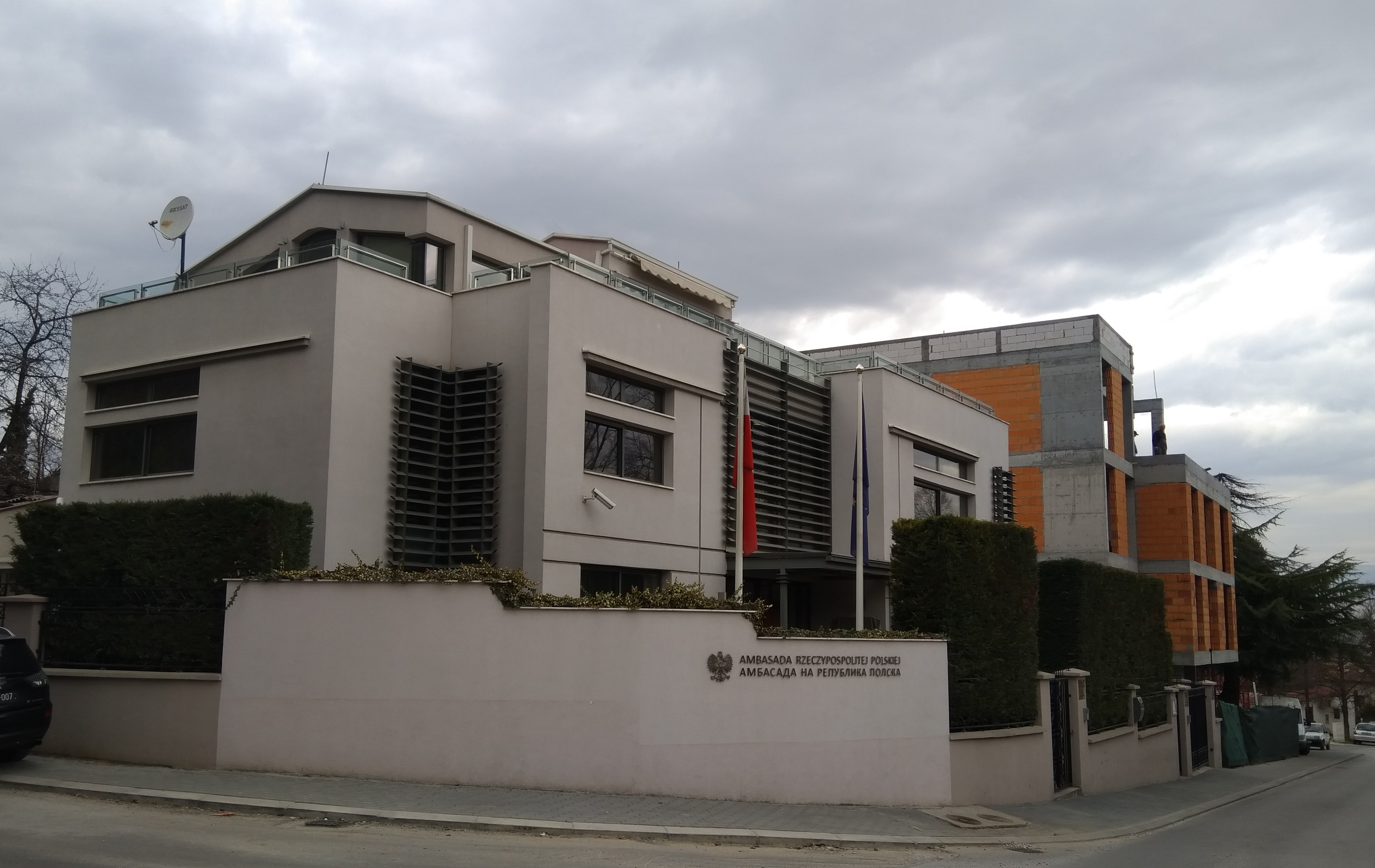
Посольство Польщі в Скоп'є.

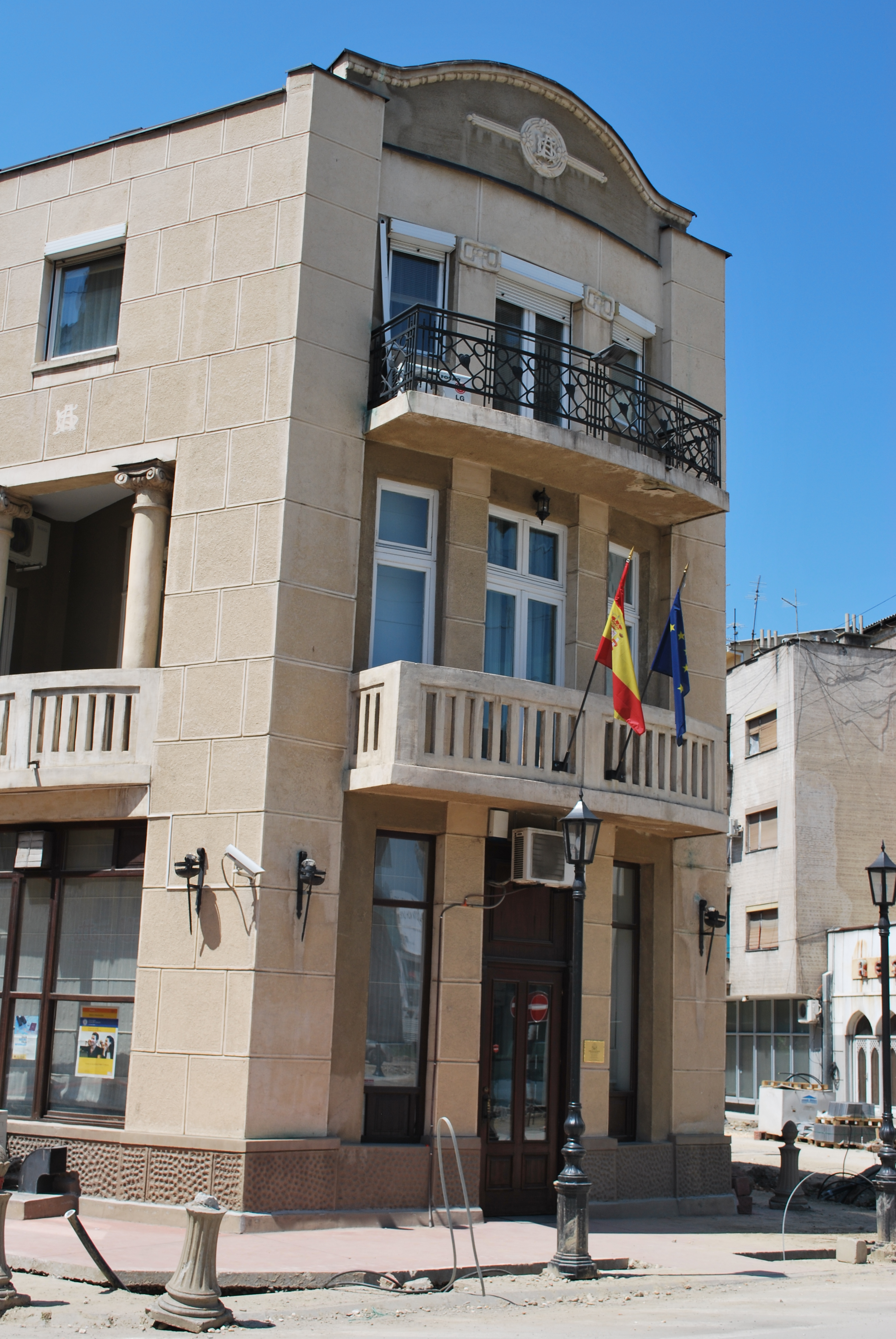
Посольство Іспанія в Скоп'є.

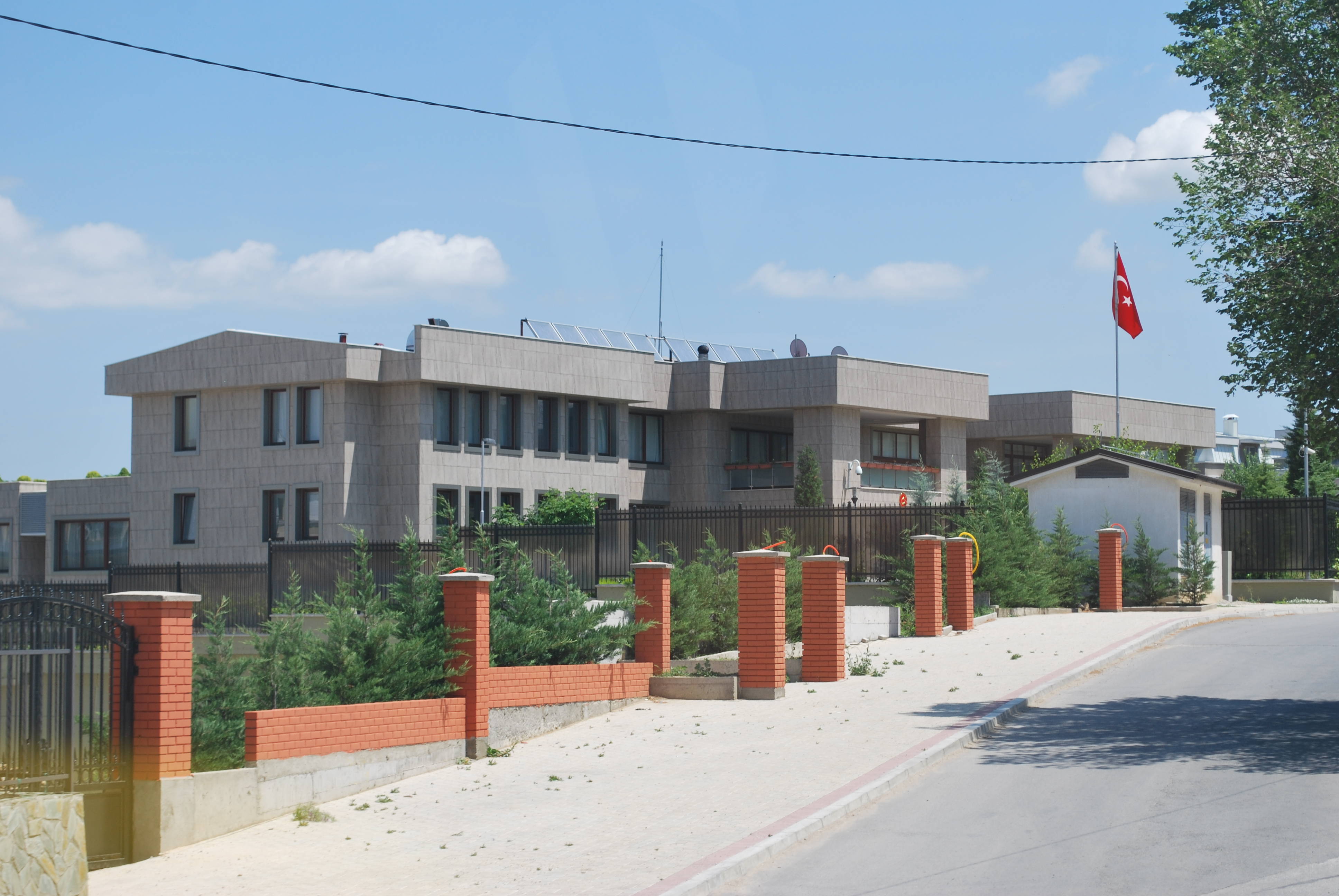
Посольство Туреччини в Скоп'є.

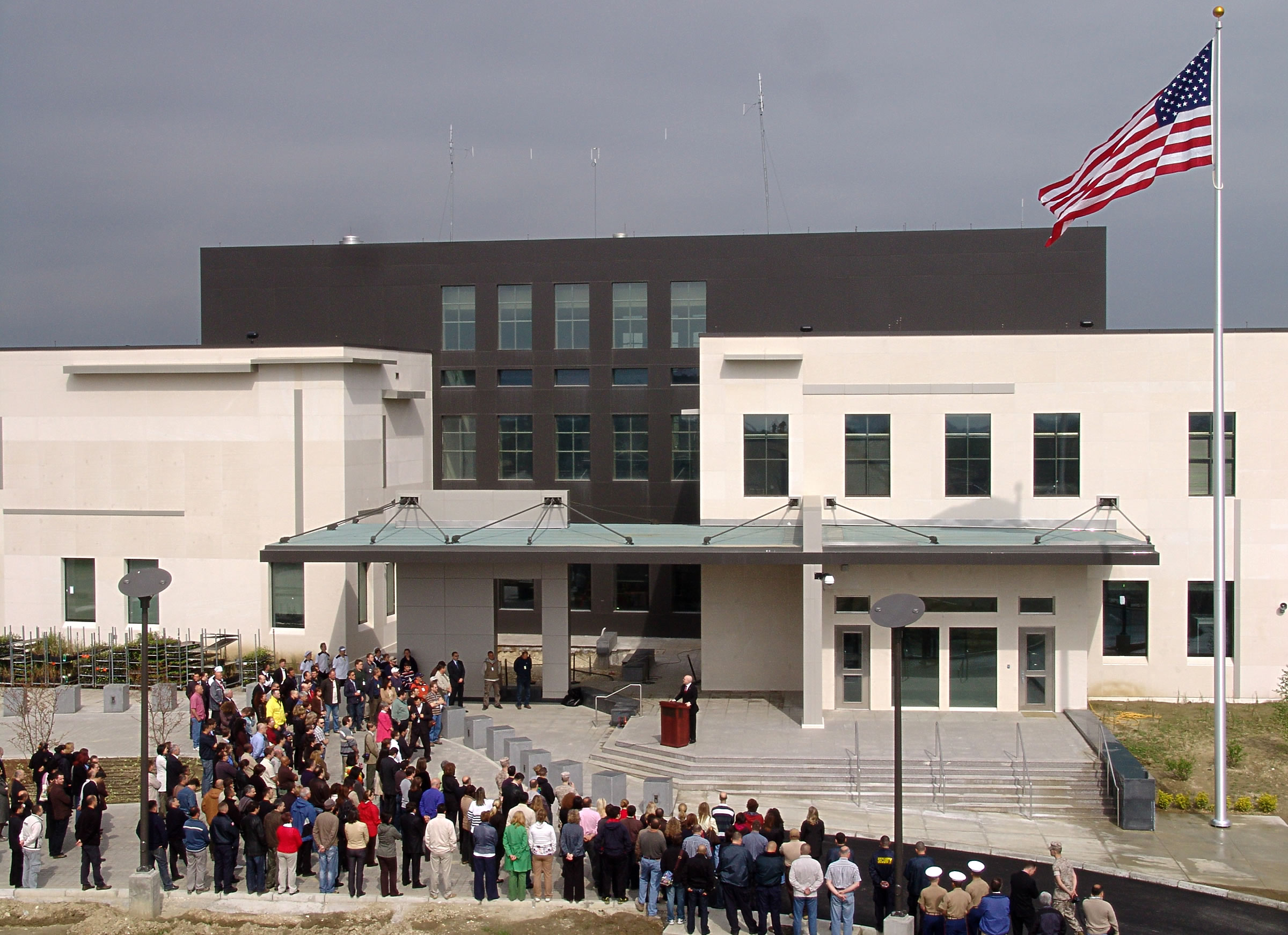
Посольство США в Скоп'є.

- Європейський союз (делегування)
- НАТО (делегування)

## Почесні генеральні консульства
- Скоп'є [2]
- Австралія
- Білорусь
- Бельгія
- Канада
- Данія
- Естонія
- Фінляндія
- Гвінея
- Індонезія
- Ізраїль
- Латвія
- Литва
- Мексика

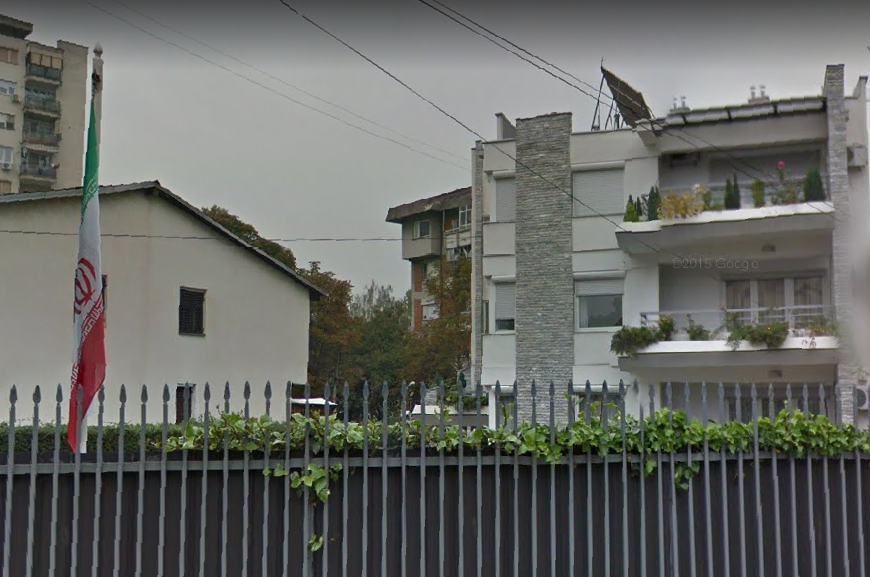
Посольство Ірану в Скоп'є.

- Молдова
- МонголіяПосольство Ірану в Скоп'є.
- Марокко
- Намібія
- Перу
- Куманово
- Румунія
- Битола
- Албанія
- Австрія
- Боснія і Герцеговина
- Болгарія
- Хорватія
- Франція
- Греція
- Угорщина
- Чорногорія
- Румунія
- Росія
- Сербія
- Туреччина
- Велика Британія
- Україна
- Охрид
- Польща
- Росія
- Словенія
- Стип
- Латвія
- Чорногорія
- Румунія
- Струга
- Косово
- Туреччина
- Дебар
- Косово
- Струмиця
- Хорватія

## Відкрити посольства
- Бразилія[3][4]
- Ізраїль[5]

## Колишнє посольство
- Норвегія (Закрито в 2012 році)

## Посольства за межами країни
| - Афганістан (Софія) - Алжир (Бухарест) - Ангола (Белград) - Аргентина (Софія) - Австралія (Белград) - Азербайджан (Анкара) - Бангладеш (Мадрид) - Бельгія (Софія) - Білорусь (Белград) - Бразилія (Софія) - Буркіна-Фасо (Анкара) - Канада (Белград) - Колумбія (Берлін) - Куба (Софія) - Данія (Белград) - Єгипет (Софія) - Еквадор (Рим) - Естонія (Будапешт) - Фінляндія (Белград) - Гана (Прага) - Ватикан (Софія) - Ісландія (Відень) - Індія (Софія) - Індонезія (Софія) - Ірландія (Бухарест) - Ізраїль (Єрусалим) - Йорданія (Анкара) - Казахстан (Будапешт) - Північна Корея (Софія) - Кувейт (Софія) - Киргизстан (Анкара) - Лаос (Відень) - Латвія (Прага) | - Лесото (Рим) - Лівія (Белград) - Литва (Будапешт) - Люксембург (Люксембург) - Малайзія (Будапешт) - Малаві (Берлін) - Мальта (Мальта) - Мальтійський орден (Рим) - Мексика (Белград) - Молдова (Софія) - Монако (Софія) - Марокко (Софія) - Намібія (Відень) - Нова Зеландія (Рим) - Норвегія (Белград) - Пакистан (Анкара) - Парагвай (Рим) - Перу (Бухарест) - Португалія (Белград) - Саудівська Аравія (Тирана) - Сінгапур (Будапешт) - Шрі-Ланка (Берлін) - Судан (Софія) - Сирія (Белград) - Танзанія (Рим) - Таїланд (Анкара) - Того (Берлін) - Уганда (Рим) - ОАЕ (Рим) - В'єтнам (Софія) - Венесуела (Софія) - Замбія (Берлін) |